# Luís Manuel Braga Dias
Luís Manuel Braga Dias (sinh ngày 3 tháng 1 năm 1987 ở Penafiel) là một cầu thủ bóng đá người Bồ Đào Nha thi đấu cho F.C. Penafiel ở vị trí hậu vệ phải.